# Anticancer Research
Anticancer Research 誌は、実験的および臨床的腫瘍学の研究全般をピアレビュー（査読）して掲載する月刊の英語の学術雑誌である。

## 概要
1981年にInternational Institute of Anticancer Researchの機関誌としてJohn G. Delinasios（現在も編集長）によって創刊された。当初は隔月刊誌であったが、2009年から月刊誌となっており、現在はHighWire Press (USA) から印刷物とオンラインで公開されている。論文の迅速な評価と採択後1-2ヶ月以内の迅速な出版を目標としている。

## 趣旨と領域
がんの原因解明を追究する論文とがんの診断や予後および治療に基礎研究の成果を活かした論文を優先することが編集方針で示唆されている。尚、掲載される論文は各号で3つの部分、すなわちA：レビュー、B：実験的研究、C：臨床的および疫学的研究に分けられている。

## 検索・引用情報
この雑誌に掲載された論文は、Current Contents、Web of Science、Index Medicus、Biological Abstracts、PubMed、Chemical Abstracts、Excerpta Medica など、ほとんどの文献検索サービスで取り扱われている。また、Journal Citation Reports によると、この雑誌の2016年のインパクトファクターが1.937で、被引用総数は18,614である。